# Aszkan Gharbi
Aszkan Gharbi (arab. اشكان غربي) – wieś w Syrii, w muhafazie Aleppo, w dystrykcie Afrin. W 2004 roku liczyła 947 mieszkańców.